# Orthotrichum graphiomitrium
Orthotrichum graphiomitrium là một loài Rêu trong họ Orthotrichaceae. Loài này được Müll. Hal. ex Beckett mô tả khoa học đầu tiên năm 1893.